# Hubersent
Hubersent – miejscowość i gmina we Francji, w regionie Hauts-de-France, w departamencie Pas-de-Calais.
Według danych na rok 1990 gminę zamieszkiwały 222 osoby, a gęstość zaludnienia wynosiła 28 osób/km² (wśród 1549 gmin regionu Nord-Pas-de-Calais Hubersent plasuje się na 995. miejscu pod względem liczby ludności, natomiast pod względem powierzchni na miejscu 452.).